# Degas (cratère)
Degas est le nom d'un cratère d'impact, d'un diamètre de 60 km, présent sur la surface de Mercure et âgé de 500 millions d'années. Le cratère fut nommé par l'Union astronomique internationale en hommage à Edgar Degas.
Le cratère se situe dans le quadrangle de Shakespeare. Il se superpose en partie avec le cratère Brontë. Il s'agit d'un cratère à traînées rayonnantes ; traînées que le vent solaire devrait faire disparaître d'ici 1 milliard d'années.